# Gunilla Heilborn
Ingrid Gunilla Heilborn, född 3 september 1964 i Ljungby, är en svensk regissör, dansare och koreograf.
Heilborn nominerades till en Guldbagge för bästa kortfilm 2003 för Rewind och 2005 för Sportstugan. Hon vann samma pris 2007 för Hur man gör. Hon har också gjort många scenföreställningar, vilket alltså är hennes viktigaste konstnärliga uttrycksform.

## Filmografi
- 2000 – Henrik Vikman berättar
- 2003 – Rewind
- 2005 – Sportstugan
- 2007 – Hur man gör
- 2009 – This Is Alaska
- 2013 – Vi förändrar oss

## Priser och utmärkelser
- 2007 – Guldbaggen för bästa kortfilm Hur man gör
- 2007 – Birgit Cullberg-stipendiet